# Rafael Zornoza Boy
Rafael Zornoza Boy (Madrid, 31 de julio de 1949), es un sacerdote católico español, obispo de Cádiz y Ceuta.

## Biografía

### Primeros años
Nació el 31 de julio de 1949 en Madrid, en una familia de seis hermanos, siendo él el tercero. Estudió en el Seminario Conciliar de Madrid y obtuvo la licenciatura de Teología Bíblica en la Universidad Pontificia de Comillas. Fue ordenado sacerdote el 19 de marzo de 1975 en la archidiócesis de Madrid-Alcalá. 

### Presbiterado
Su primer destino fue la parroquia de San Jorge, donde fue vicario parroquial (1975-1983), siendo párroco Francisco José Pérez y Fernández-Golfín (futuro obispo auxiliar de Madrid y primer obispo de Getafe). Posteriormente fue vicario regente (1983-1985) y párroco (1985-1991). En 1983 pasó a formar parte del Consejo Presbiteral de la archidiócesis y fue elegido arcipreste del arciprestazgo de San Agustín.
En 1991 se desmenbraron de la archidiócesis de Madrid las diócesis de Getafe y Alcalá, incardinándose en Getafe. En esta diócesis fue secretario del primer obispo hasta su fallecimiento en 2004. En 1994 fue nombrado primer rector del Seminario de Getafe. También formó parte del colegio de consultores de la diócesis.

### Obispo
El 13 de diciembre de 2005, Benedicto XVI lo nombró obispo titular de Mentesa (Jaén) y auxiliar de Getafe. Fue consagrado obispo el 5 de febrero de 2006 en el santuario del Sagrado Corazón de Jesús, en Cerro de los Ángeles (Getafe). En 2010 dejó el cargo de rector del seminario, siendo sustituido por el sacerdote Carlos Díaz Azarola. Benedicto XVI lo nombró obispo de Cádiz y Ceuta, en sustitución de Antonio Ceballos Atienza. La Nunciatura Apostólica hizo público su nombramiento el 30 de agosto de 2011. Tomó posesión de la diócesis el 22 de octubre. 
En la Conferencia Episcopal Española es, desde marzo de 2020, miembro de la Comisión Episcopal para las Misiones y la Cooperación con las Iglesias. Anteriormente ha sido miembro de la Comisión Episcopal para Seminarios y Universidades desde 2006 hasta 2014, de la Comisión Episcopal para el Clero desde 2011.